# Jerry Smith (Basketballspieler)
Jerry Smith (* 26. September 1987 in Wauwatosa, Wisconsin) ist ein US-amerikanischer Basketballspieler. Nach dem Studium in seiner Heimat spielte Smith in der NBA Development League sowie für wenige Einsätze auch bei den damaligen New Jersey Nets in der am höchsten dotierten Profiliga NBA. Seit 2012 spielt Smith, der 2011 bereits in Neuseeland aktiv war, in zum Kontinentalverband FIBA Europa zählenden Ligen. Nach zwei Jahren in Italien sowie einer halben Saison in Israel spielt Smith seit Februar 2015 in der höchsten deutschen Spielklasse Basketball-Bundesliga für die Eisbären Bremerhaven.

## Karriere
Nach dem Schulabschluss bekam Smith ein Stipendium an der University of Louisville, wo er in der Hochschulmannschaft Cardinals von dem bekannten Trainer Rick Pitino trainiert wurde. Dabei entschied sich Smith auch gegen einen Studienplatz an der Marquette University, deren Standort in Milwaukee an seinen Heimatort grenzte. In Louisville (Kentucky) spielte Smith damals mit den Cardinals in der alten Big East Conference der NCAA. In Smiths Spielzeit gelangen den Cardinals jedoch „nur“ ein Turniersieg im Big East Tournament 2009. Im landesweiten NCAA-Endrundenturnier, das die Cardinals vor Pitinos Zeit zuletzt in den 1980er Jahren gewonnen hatten, reichte es zu zwei Elite-Eight-Teilnahmen. Im Regional final 2008 verlor man gegen die topgesetzten Tar Heels der University of North Carolina at Chapel Hill und ein Jahr später verloren die Cardinals gegen die Spartans der Michigan State University. In Smiths Senior-Jahr 2010 verloren die Cardinals ohne die in die NBA gewechselten Terrence Williams und Earl Clark bereits in der ersten Runde gegen die Golden Bears der University of California, Berkeley.
Im Unterschied zur NBA-Draft 2009, als Williams und Clark in der ersten Runde ausgewählt worden waren, wurde ein Jahr später kein Spieler der Cardinals in der Entry Draft 2010 der am höchsten dotierten Profiliga mehr ausgewählt und somit auch Smith nicht. Nach der NBA Summer League bei den Milwaukee Bucks in seiner Heimatstadt bekam Smith einen Kaderplatz bei den Armor aus Springfield (Massachusetts) in der „Minor League“ NBA Development League (D-League). Hier spielte er zu Saisonbeginn noch einmal mit Williams zusammen, der kurzzeitig von seinem NBA-Klub Boston Celtics ins Farmteam abgestellt worden war. Nach dem vorzeitigen Ende der Saison, als die Armor ein weiteres Mal die Qualifikation für die Play-offs dieser Liga verpasst hatten, spielte Smith auf der Südhalbkugel in Neuseeland für die Pistons aus Waikato, die jedoch im Halbfinale der neuseeländischen Liga aus der Titelvergabe ausschieden. Nach der Rückkehr zu den Armor konnte sich Smith in der D-League-Saison 2011/12, als die Mannschaft zum ersten und einzigen Male in der Vereinshistorie die D-League-Play-offs erreichten, auch für einzelne Spiele in der NBA bei den New Jersey Nets empfehlen, die nunmehr exklusiv mit den Armor kooperierten. In fünf Einsätzen der NBA 2011/12 bis Ende März 2012 erzielte Smith für die Nets insgesamt sieben Punkte, sieben Rebounds und vier Assists in insgesamt 46 Minuten Einsatzzeit. Zurück in der D-League schieden die Armor mit Smith in der ersten Play-off-Runde gegen die Canton Charge aus.
Zur Saison 2012/13 verließ Smith sein Heimatland und wechselte nach Europa, wo er einen Vertrag beim Traditionsverein aus Cantù in der Lombardei bekam, der in den 1970er und 1980er Jahren mehrfacher Europapokalsieger gewesen war. Die von Andrea Trinchieri trainierte Mannschaft hatte einen exzellenten Saisonstart und gewann zum einen den italienischen Supercoppa und zum anderen als Ausrichter das Qualifikationsturnier zum höchstrangigen europäischen Vereinswettbewerb, so dass die international als Mapooro firmierende Mannschaft in die EuroLeague 2012/13 zurückkehrte. Im Unterschied zur Vorsaison reichte es aber nicht mehr zum Einzug in die zweite Gruppenphase der 16 besten europäischen Mannschaften, stattdessen schied die Mannschaft mit nur drei Siegen in zehn Vorrundenspielen aus dem Wettbewerb aus. Auch national wurde man in der regulären Saison nur noch Siebter, doch in der ersten Play-off-Runde konnte man die sardische Überraschungsmannschaft aus Sassari in sieben Spielen noch abfangen, bevor man in der gleichen Anzahl Spiele die Halbfinalserie gegen Acea Rom verlor. Zur folgenden Saison bekam Smith einen Vertrag beim Zweitligisten Tezenis Scaligera aus Verona. Der ehemalige Korac-Cup-Sieger von 1998 verpasste auf dem dritten Hauptrundenplatz in den folgenden Aufstiegs-Play-offs die Rückkehr in die höchste Spielklasse. Anschließend verließ Smith Italien und wechselte in die israelische Ligat ha’Al, in der er bis Februar 2015 für Maccabi aus Rischon LeZion spielte.
Anfang Februar 2015 war der Israeli Muli Katzurin zurück in die höchste deutsche Spielklasse Basketball-Bundesliga gewechselt und hatte als Trainer die abstiegsbedrohten Eisbären aus Bremerhaven übernommen. In dieser Position sorgte er für die Verpflichtung von Smith, der mit Katzurin aus Israel nach Deutschland kam. Am Saisonende der Basketball-Bundesliga 2014/15 verhalfen unter anderem Punktabzüge für die auch finanziell strauchelnde Konkurrenz den Eisbären zum sportlichen Klassenerhalt. Nachdem die Eisbären zur Basketball-Bundesliga 2015/16 erneut in den Tabellenkeller rutschten, musste Katzurin bereits Mitte November 2015 seinen Platz wieder räumen. Trotz der sportlichen Misere wurde Smith nach dem Ausfall von Alex Renfroe von seinem früheren Trainer Trinchieri für das BBL All-Star Game 2016 nachnominiert, nachdem Smith diese Ehre bereits in der D-League 2012 zuteilgeworden war.